# أحمد عسيري (لاعب كرة قدم مواليد 2005)
أحمد علي عوض عسيري مواليد 13 فبراير 2005 في السعودية، هو لاعب كرة قدم سعودي يلعب لنادي الحزم.

## مسيرة اللاعب
لعب في الفئات السنية في نادي الاتحاد وانتقل إلى نادي الحزم في عام 2023.